# Jan Harnek
Jan Harnek (ur. 3 czerwca 1861 w Gogołowie, zm. 13 lutego 1914 tamże) – polityk ludowy, poseł do austriackiej Rady Państwa.

## Życiorys
Urodził się w rodzinie chłopskiej, syn Andrzeja i Marii. Po ukończeniu 4 klas gimnazjum w Jaśle pracował w handlu w Strzyżowie. Ożenił się w roku 1885 i zajął się prowadzeniem gospodarstwa odziedziczonego po ojcu w Gogołowie, pow. strzyżowski. Następnie pracował jako pisarz gminny, a potem został wójtem w Gogołowie. W 1901 zorganizował miejscowych chłopów, którzy wykupili za pomocą Banku Parcelacyjnego we Lwowie majątek dworski w tej wsi. Za 72000 koron zakupiono dwór, 560 morgów gruntów oraz las w celu rozparcelowania wśród gogołowskich chłopów. Jako pełnomocnik Banku Parcelacyjnego brał udział w parcelacji dworów w Kożuchowie, Warzycach i Gliniku Górnym. Był także członkiem Rady Powiatowej w Strzyżowie. Z jego inicjatywy wybudowano Dom Ludowy w Gogołowie.
Szybko związał się z ruchem ludowym. Początkowo był zwolennikiem ks. Stanisława Stojałowskiego i czytelnikiem pism „Wieniec” i  „Pszczółka”. Od 1895 członek Polskiego Stronnictwa Ludowego, współpracował z Janem Stapińskim. W latach 1903–1913 członkiem Rady Naczelnej PSL. Od 1906 zamieszczał także artykuły w „Przyjacielu Ludu”.
Poseł do austriackiej Rady Państwa XI kadencji (17 lutego 1907 – 30 marca 1911), wybrany z listy PSL w okręgu wyborczym nr 50 (Krosno-Żmigród). Był członkiem grupy posłów PSL i Koła Polskiego w Wiedniu. Podczas kadencji poselskiej interesował się głównie rozwojem oświaty na wsi, m.in. przyczynił się do wybudowania szkół w Gogołowie, Gliniku Górnym i Gliniku Średnim.